# Lindenplatz (Lübeck)

Die Lage des Lindenplatzes, in Rot markiert auf einem Stadtplan von 1910

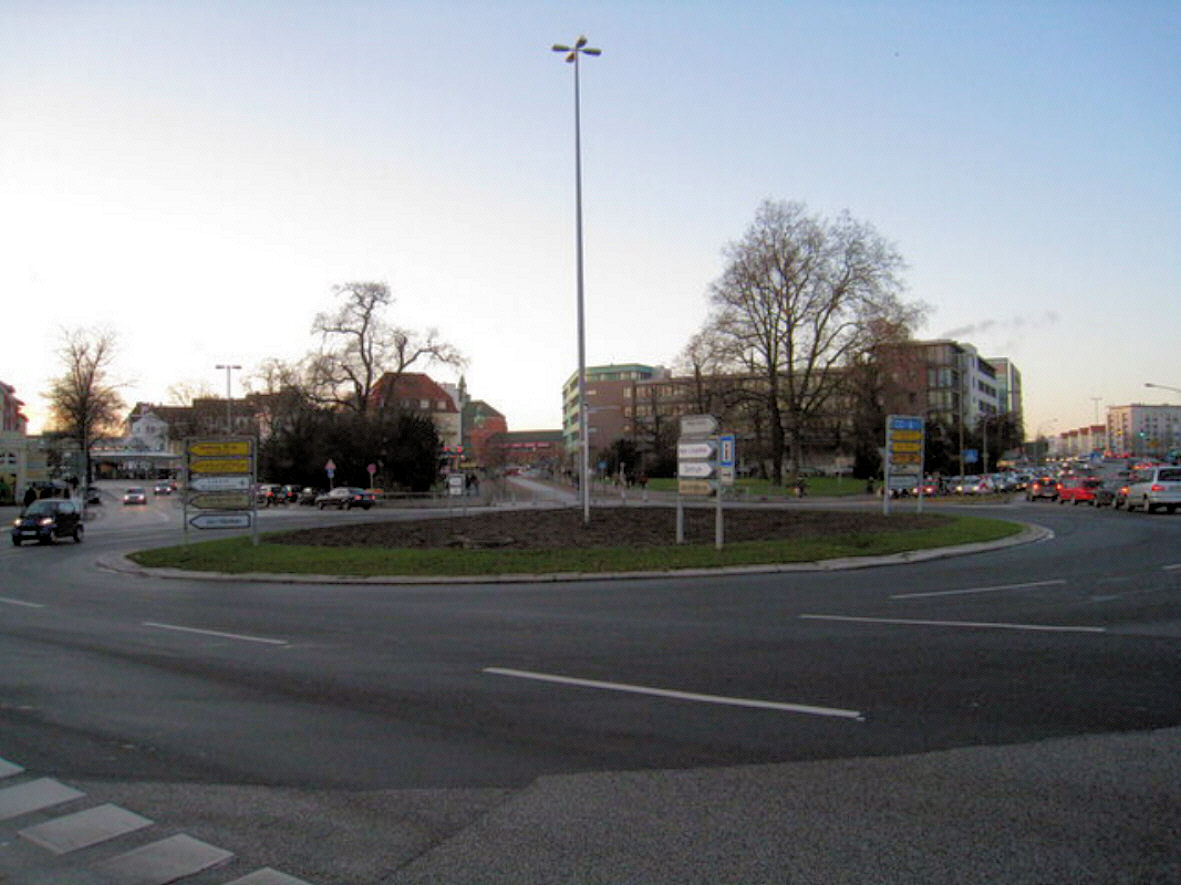
Der Lindenplatz von der Puppenbrücke aus gesehen. Rechts die Fackenburger Allee; in der Mitte die zum Hauptbahnhof führende Konrad-Adenauer-Straße, die den Parkteil des Platzes durchschneidet

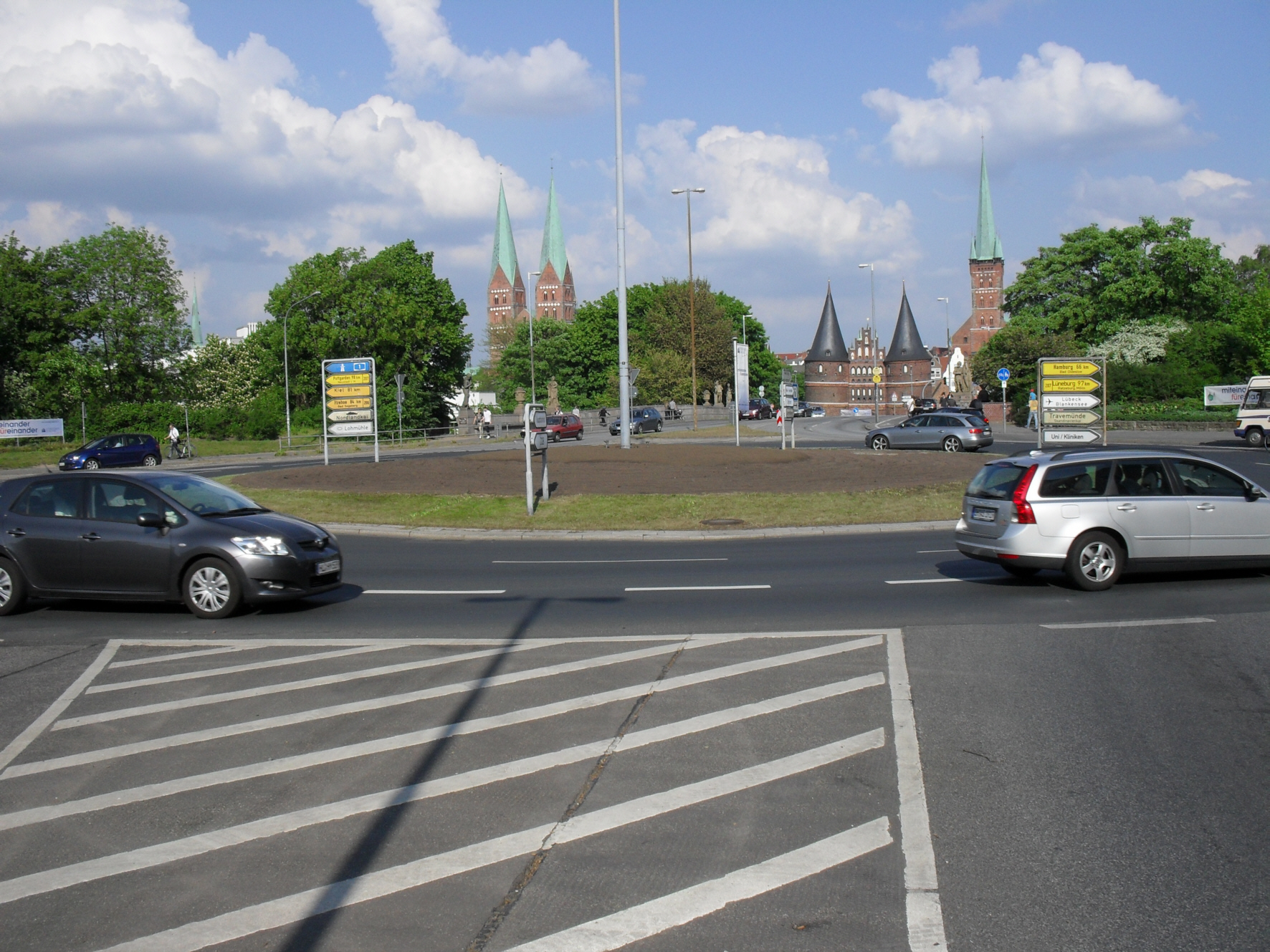
Blick über den Kreisverkehr der Osthälfte des Lindenplatzes in Richtung Altstadt

Der Lindenplatz ist ein Platz sowie der Name einer unmittelbar zugehörigen Straße in Lübeck.

## Lage
Der Lindenplatz befindet sich westlich der Lübecker Altstadt im Stadtteil St. Lorenz. Seine Osthälfte nimmt ein Kreisverkehr, in den von Norden her die Fackenburger Allee sowie von Süden die Moislinger Allee einmünden; nach Osten, in Richtung Holstentor und Altstadt, führt die Puppenbrücke. Die Westhälfte bildet eine annähernd dreieckige Grünanlage, durch die hindurch die Konrad-Adenauer-Straße, in diesem Abschnitt Fußgängern und Radfahrern vorbehalten, auf den Hauptbahnhof zuführt. Die Straße, die diesen Park nach Westen und Süden hin begrenzt, wird zum Platz gerechnet und trägt daher den gleichen Namen.

## Geschichte
Ursprünglich trug der Lindenplatz weder einen eigenen Namen, noch hatte er einen besonderen Charakter; es handelte sich einfach um eine Stelle außerhalb der Stadtbefestigungen, an der mehrere Straßen zusammentrafen. Im späten 18. Jahrhundert begannen die wohlhabenden Besitzer der Sommerhäuser entlang der Moislinger und der Fackenburger Allee, die Zufahrtswege zu ihren Zweitwohnsitzen auf eigene Kosten zu verschönern, indem sie an den Straßenrändern Lindenreihen pflanzen ließen. Dadurch erhielt auch der spätere Lindenplatz um 1780 seine erste gezielte Gestaltung. Von den damals dort gepflanzten Linden waren noch in den 1930er Jahren einige vorhanden.
Im 19. Jahrhundert fanden auf dem noch immer namenlosen Platz vorübergehend die Pferdemärkte statt, da die grasbewachsenen Freiflächen hierfür ideal waren. Von den eisernen Ringen, die man zum Anbinden der Tiere um die Bäume gelegt hatte, war noch 1934 eine Anzahl erhalten.
1869 erhielt der Platz nach dem Baumbestand amtlich den Namen Lindenplatz, und 1884 wurde er durch den Stadtgärtner Metaphius Theodor August Langenbuch zum Schmuckplatz umgestaltet. Die aufwendige Parkanlage wurde mit etwa 100 Arten meist ausländischer Bäume und Büsche bestückt und erhielt so den Charakter eines allgemein zugänglichen botanischen Gartens. Jedoch musste ein Großteil des sorgfältig gestalteten Parks bereits beim Bau des neuen Hauptbahnhofs 1905–1908 wieder weichen. Die verbliebene Grünanlage existiert in stark vereinfachter Form noch heute.
In den 1920er Jahren wurde der Platz, an dem mehrere wichtige Straßen zusammentrafen, zum Verkehrsknotenpunkt, an dem sich auch der zunehmende Kraftverkehr bündelte. Zwei Tankstellen entstanden, in der Mitte des Lindenplatzes war zur Regelung des anwachsenden Verkehrs ständig ein Verkehrspolizist postiert, der ab 1925 einen über 2 Meter hohen Holzturm als Podest hatte.
1928 wurde der Lindenplatz zu Ehren des drei Jahre zuvor verstorbenen ersten Reichspräsidenten in Friedrich-Ebert-Platz umbenannt. Im Gefolge der Machtergreifung durch die Nationalsozialisten erfolgte ein erneuter Namenswechsel zu Danziger Freiheit. Passend zu der neuen Bezeichnung wurde ein großflächiges Mosaik des Danziger Wappens aus farbigen Pflastersteinen in der Platzmitte gelegt.
Mit dem Ende des Dritten Reiches kam ein abermaliger Wechsel des Namens zurück zu der bis 1928 gebräuchlichen und seitdem unverändert gültigen Bezeichnung. 1959 wurde der Straßenknoten im Ostteil des Lindenplatzes umgestaltet zu einem mehrspurigen Kreisverkehr, der mittlerweile wegen seiner unübersichtlichen und besonders für Auswärtige irritierenden Verkehrsführung seit Jahren als problematischer Unfallschwerpunkt gilt.

## Bauten
- Bismarck-Denkmal von Emil Hundrieser (1903), bis 1934 vor dem Holstentor befindlich
- Reiterstandbild Kaiser Wilhelms I., 1921 als letztes Kaiserdenkmal Deutschlands gefertigt und erst 1934 dort aufgestellt

## Bilder

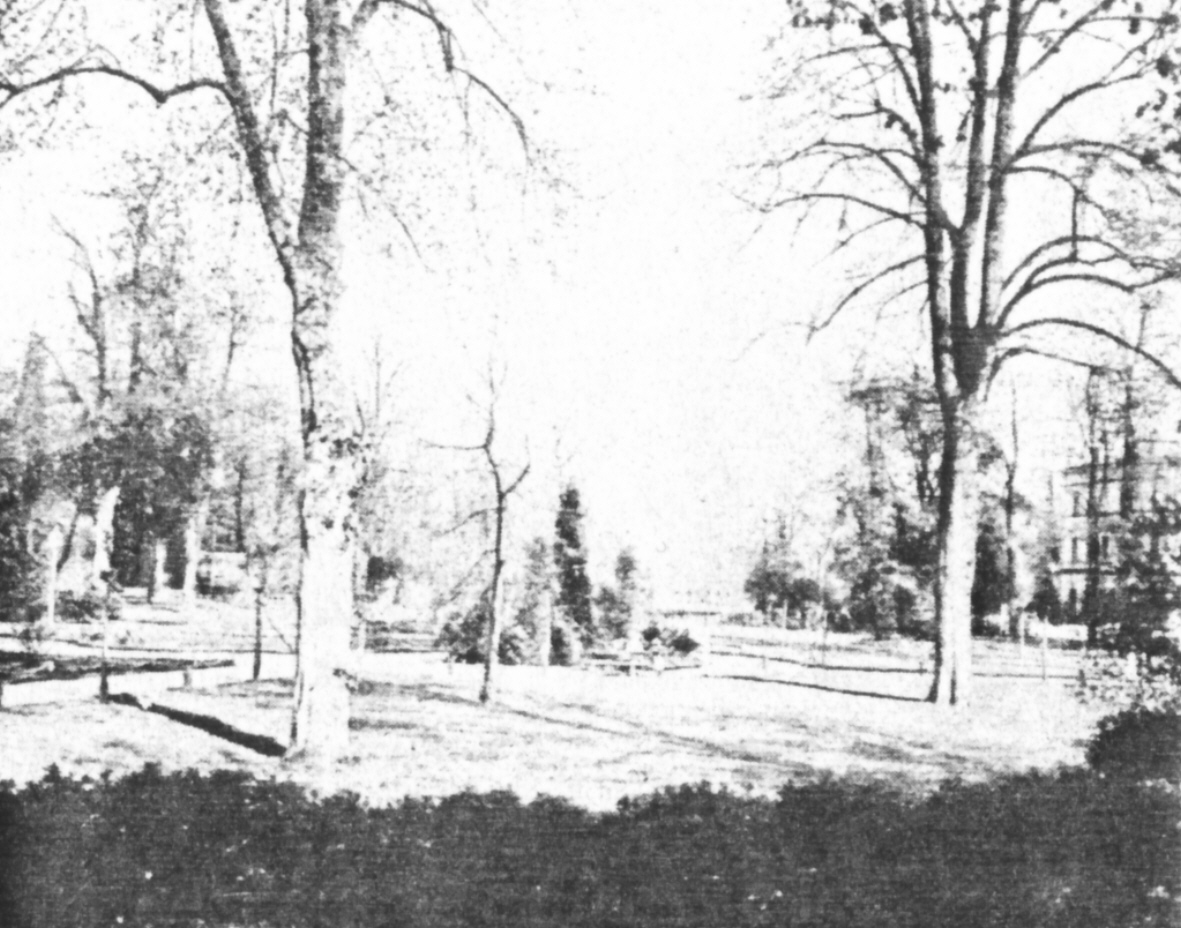
Der 1882 angelegte Park des Lindenplatzes vor seiner weitgehenden Beseitigung 1905, von der Puppenbrücke aus gesehen
Der Lindenplatz abermals aus Richtung Puppenbrücke, doch nach den Veränderungen des Jahres 1905; rechts die Fackenburger Allee, links die heutige Konrad-Adenauer-Straße noch ohne das Bahnhofsgebäude, das heute an ihrem Ende steht
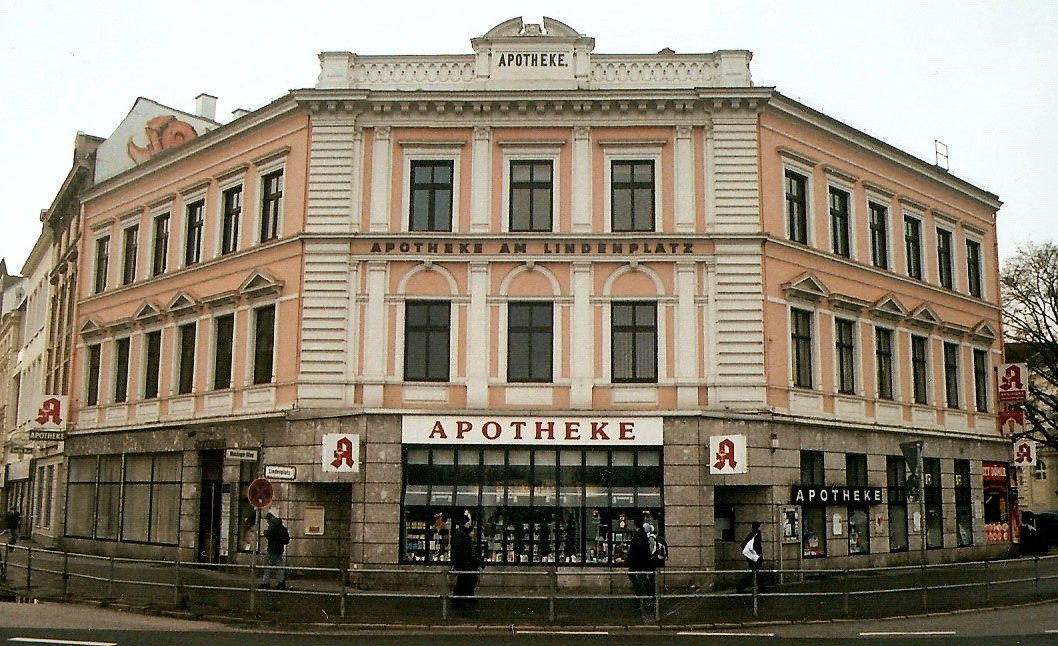
Mühsam'sches Apothekengebäude
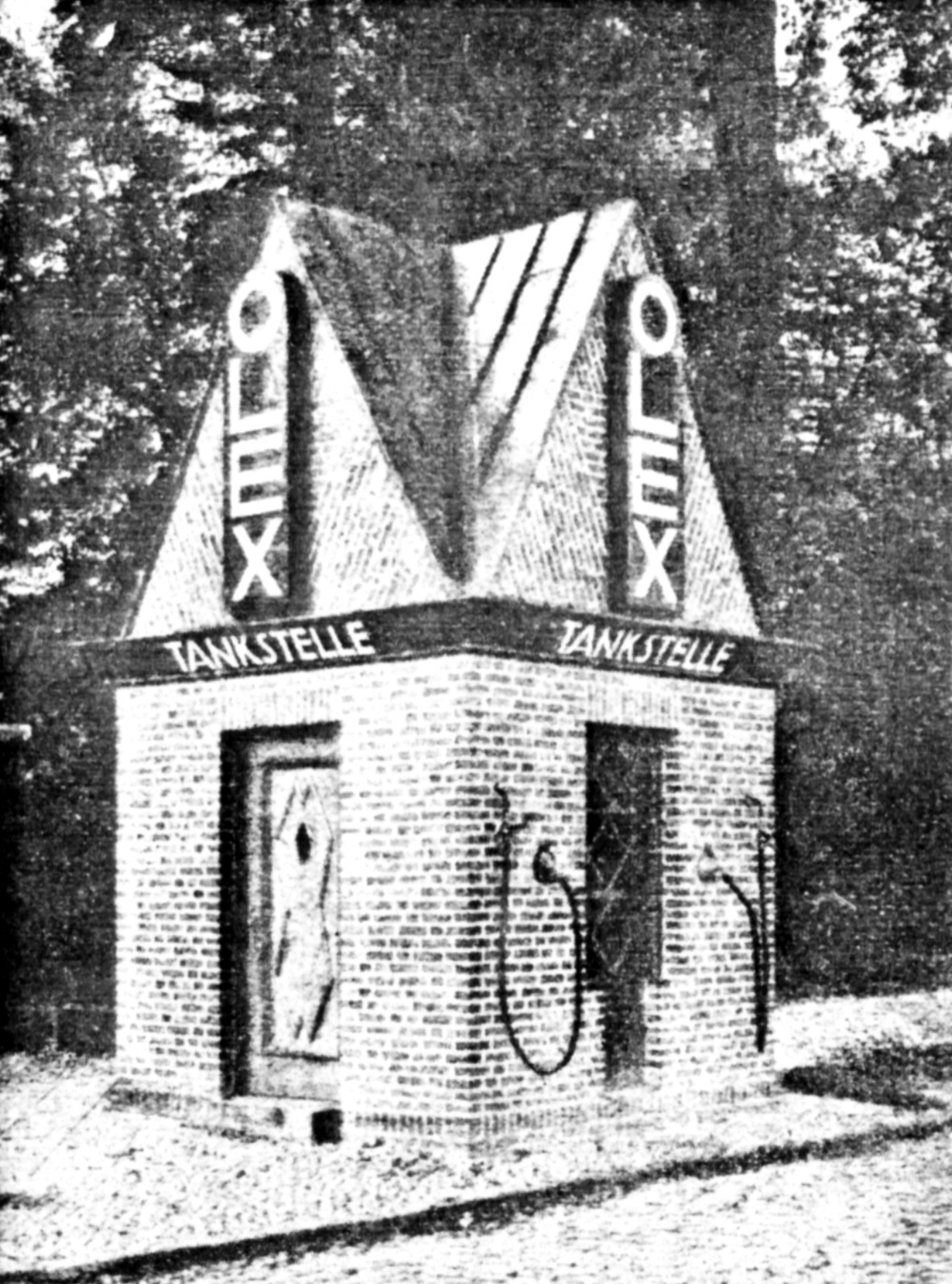
Die für OLEX 1924 errichtete erste Tankstelle am Lindenplatz
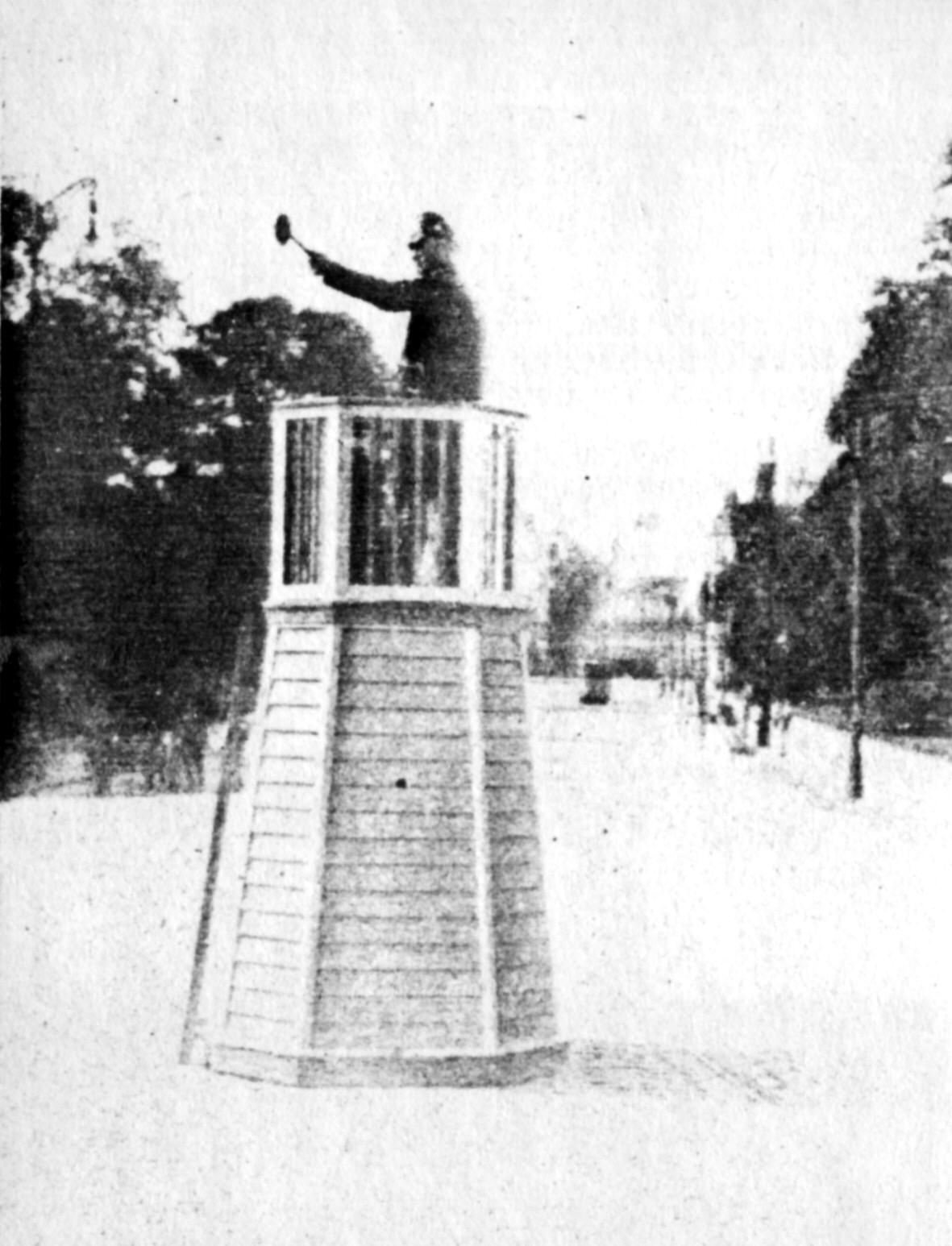
Der Verkehrsturm auf dem Lindenplatz, 1925